# Eran Zahavi
Eran Zahavi (héberül: ערן זהבי; Risón Lecijón, Izrael; 1987. július 25. –) izraeli válogatott labdarúgó, a Makkabi Tel-Aviv játékosa.
Kétszer választották hazájában az év játékosának és egymást követő három szezonban volt az izraeli élvonal gólkirálya. 2014 decemberében új rekordot állított fel azzal, hogy egymást követő 18 bajnoki mérkőzésen szerzett gólt az izraeli Premier League-ben.
2016 óta a kínai Szuperligában játszik, 2017-ben őt választották a bajnokság legjobb játékosának, a 2017-es és a 2019-es szezonban a gólkirályi címet is megszerezte.
Az izraeli válogatottban 2010-ben mutatkozott be.

## Pályafutása

### Klubcsapatokban
A Hapóél Tel-Avivban kezdte pályafutását, a 2006-2007-es és a 2007-2008-as szezont pedig kölcsönben a Hapóél Ramat együttesénél töltötte. Két szezont követően visszatért a Hapóelhez, ahol meghatározó játékossá vált. A 2009-2010-es idényben bajnok és kupagyőztes volt a csapattal.
A 2010–11-es szezonban ő adta a bajnokság során a legtöbb gólpasszt, szám szerint tizenhármat. Akkori sajtóhírek szerint belga élvonalbeli csapatok figyelmét is felkeltette a teljesítménye
A 2011–12-es idényt megelőzően az olasz első osztályú Palermóhoz írt alá ötéves szerződést. 23 bajnokin szerepelt a csapatban, ezalatt az idő alatt két gólt szerzett a Seria A-ban.
2012 decemberében, a téli átigazolási időszakban többször is arról nyilatkozott, hogy visszatérne hazája bajnokságába. Végül a Makkabi Tel-Aviv volt az a csapat, amely hosszas alkudozások után meg tudott egyezni a Palermóval a támadó szerződtetéséről és 2013. január 21-én bejelentette Zahavi megszerzését. A Makkabi 250 000 eurót fizetett az olasz klubnak.
2014. november 3-án volt klubja ellen gólt szerzett a tel-avivi derbin, azonban egy Hapóél-szurkoló megtámadta, majd a pályán össze is verekedtek, amiért a játékvezető kiállította.
A 2015–16-os szezon elején a klub csapatkapitánya lett, augusztus 5-én pedig két gólt szerzett a cseh Viktoria Plzeň ellen a Bajnokok Ligája selejtezőjében. 2015. augusztus 19-én ő egyenlített a svájci Basel elleni Bl-selejtezős párharc első mérkőzésén, a Makkabi pedig a visszavágón kiharcolta a főtáblára jutást. A Bajnokok Ligája kvalifikációs szakaszát és a play-off fordulót öt mérkőzésen szerzett hét góllal zárta. A szezon folyamán Zahavi 35 bajnoki gólt szerzett 36 mérkőzésen, ezzel pedig új ligarekordot állított fel, megdöntve az 1954–55-ös szezon csúcsát.
A Makkabival összesen három bajnoki címet szerzett és egymást követő három szezonban volt a bajnokság gólkirálya.
2016. június 29-én a kínai Szuperligában szereplő Kuangcsou R&F együtteséhez igazolt, ezzel ő lett a második izraeli labdarúgó a bajnokság történetében Liron Zarko után. Az átigazolási megállapodás szerint Zahavi átszámítva 12,5 millió dolláros fizetésért írt alá két és fél évre. Július 2-án mutatkozott be új csapatában a Sicsiacsuang elleni 4–2-es győzelem alkalmával. Első gólját becserélését követően 15 percet követően szerezte.
Július 13-án mesterhármast szerzett a kupában a Hopej China elleni találkozón, az R&F pedig 3–0-ra győzött. Október 18-án a bajnokságban is mesterhármast ért el Csöcsiang Greentown ellen, csapata 5–2-re győzött. Góljait a 33., 55. és 67. percben szerezte. Az egész idény során 16 találattal segítette a Kuangcsout.
Sajtóértesülések szerint 2016 decemberében a Santung Lüneng Tajsan 20 millió dollárt fizetett volna érte, ami a legmagasabb átigazolási dí lett volna izraeli labdarúgóért, azonban Zahavi végül maradt az R&F játékosa, miután 2017. január 24-én a 2020-as szezon végéig meghosszabbította a szerződését. Július 23-án a bajnokságban négy gólt szerzett a Jenpien Funde ellen 6–2-re megnyert bajnokin. A 2017-es idényt 27 bajnoki góllal zárta, ezzel pedig ő lett a bajnokság gólkirálya és megválasztották a kínai Szuperliga legértékesebb játékosának és bekerült az év csapatába is.
2017 szeptemberében visszautasította a Sanghaj Greenland 25 millió dolláros átigazolási ajánlatát,  majd 2018 februárjában új, három évre szóló szerződést írt alá, szezononként 10 millió dolláros fizetésért. 2018. március 2-án mesterhármast szerzett és gólpasszt adott a címvédő és városi rivális Kuangcsou Evergrande idegenbeli legyőzésekor.
2019 novemberében 29. gólját szerezte a kínai bajnokság idényében, amivel új rekordot állított fel, megdöntve Elkeson csúcsát.
2020. szeptember 20-án a holland PSV Eindhoven csapatával kötött két évre szóló szerződést. Október 1-jén mutatkozott be tétmérkőzésen a Rosenborg elleni Európa-liga mérkőzésen góllal és gólpasszal.
2022 nyarán visszatért hazájába, és újból aláírt a Makkabi Tel-Avivhoz.

### A válogatottban
2010. szeptember 2-án debütált az izraeli válogatottban egy Málta elleni Európa-bajnoki selejtezőn. 2013. szeptember 10-én Oroszország ellen szerezte első gólját a nemzeti csapatban. 2019. március 24-én mesterhármast ért el a 2020-as Európa-bajnokság selejtezői során az osztrákok ellen, majd ezt a teljesítményt június 7-én Lettország ellen is megismételte.

## Család, magánélet
Zahavi Risón Lecijónban született, zsidó szülők gyermekeként. Szolgált az Izraeli Védelmi Erőkben, Izrael önvédelmi hadseregében.
Édesapja francia származású, így francia útlevéllel is rendelkezik.

## Statisztika
2020. november 1-jén frissítve.
| Klub             | Szezon         | Bajnokság     | Bajnokság | Országos kupa | Országos kupa | Ligakupa, Totó-kupa | Ligakupa, Totó-kupa | Nemzetközi kupa | Nemzetközi kupa | Egyéb         | Egyéb | Összesen      | Összesen |
| Klub             | Szezon         | Pályára lépés | Gól       | Pályára lépés | Gól           | Pályára lépés       | Gól                 | Pályára lépés   | Gól             | Pályára lépés | Gól   | Pályára lépés | Gól      |
| ---------------- | -------------- | ------------- | --------- | ------------- | ------------- | ------------------- | ------------------- | --------------- | --------------- | ------------- | ----- | ------------- | -------- |
| Hapóél Tel-Aviv  | 2006–07        | 0             | 0         | 0             | 0             | 2                   | 0                   | —               | —               | —             | —     | 2             | 0        |
| Hapóél Tel-Aviv  | 2007–08        | 0             | 0         | 0             | 0             | 0                   | 0                   | —               | —               | —             | —     | 0             | 0        |
| Hapóél Tel-Aviv  | 2008–09        | 28            | 7         | 1             | 0             | 7                   | 4                   | 6               | 1               | —             | —     | 42            | 12       |
| Hapóél Tel-Aviv  | 2009–10        | 33            | 11        | 5             | 1             | 6                   | 1                   | 11              | 0               | —             | —     | 55            | 13       |
| Hapóél Tel-Aviv  | 2010–11        | 33            | 9         | 4             | 2             | 1                   | 1                   | 12              | 5               | —             | —     | 50            | 17       |
| Hapóél Tel-Aviv  | Összesen       | 94            | 27        | 10            | 3             | 16                  | 6                   | 29              | 6               | —             | —     | 149           | 42       |
| Hapóél Nir Ramat | 2006–07        | 17            | 2         | 1             | 0             | —                   | —                   | —               | —               | —             | —     | 18            | 2        |
| Hapóél Nir Ramat | 2007–08        | 28            | 7         | 2             | 1             | 2                   | 2                   | —               | —               | —             | —     | 32            | 10       |
| Hapóél Nir Ramat | Összesen       | 45            | 9         | 3             | 1             | 2                   | 2                   | —               | —               | —             | —     | 50            | 12       |
| Palermo          | 2011–12        | 20            | 2         | 0             | 0             | —                   | —                   | 2               | 0               | —             | —     | 22            | 2        |
| Palermo          | 2012–13        | 3             | 0         | 1             | 0             | —                   | —                   | —               | —               | —             | —     | 4             | 0        |
| Palermo          | Összesen       | 23            | 2         | 1             | 0             | —                   | —                   | 2               | 0               | —             | —     | 26            | 2        |
| Makkabi Tel-Aviv | 2012–13        | 16            | 7         | 2             | 1             | —                   | —                   | 0               | 0               | —             | —     | 18            | 8        |
| Makkabi Tel-Aviv | 2013–14        | 34            | 29        | 1             | 1             | —                   | —                   | 11              | 5               | —             | —     | 46            | 35       |
| Makkabi Tel-Aviv | 2014–15        | 33            | 27        | 5             | 5             | 4                   | 1                   | 6               | 2               | —             | —     | 48            | 35       |
| Makkabi Tel-Aviv | 2015–16        | 36            | 35        | 6             | 3             | 2                   | 1                   | 11              | 8               | 1             | 2     | 56            | 49       |
| Makkabi Tel-Aviv | Összesen       | 119           | 98        | 14            | 10            | 6                   | 2                   | 28              | 15              | 1             | 2     | 168           | 127      |
| Kuangcsou R&F    | 2016           | 15            | 11        | 4             | 6             | —                   | —                   | —               | —               | —             | —     | 19            | 17       |
| Kuangcsou R&F    | 2017           | 30            | 27        | 4             | 4             | —                   | —                   | —               | —               | —             | —     | 34            | 31       |
| Kuangcsou R&F    | 2018           | 26            | 20        | 3             | 2             | —                   | —                   | —               | —               | —             | —     | 29            | 22       |
| Kuangcsou R&F    | 2019           | 28            | 29        | 0             | 0             | —                   | —                   | —               | —               | —             | —     | 28            | 29       |
| Kuangcsou R&F    | 2020           | 7             | 4         | 0             | 0             | —                   | —                   | —               | —               | —             | —     | 7             | 4        |
| Kuangcsou R&F    | Összesen       | 106           | 91        | 11            | 12            | —                   | —                   | —               | —               | —             | —     | 117           | 103      |
| PSV              | 2020–21        | 3             | 1         | 0             | 0             | —                   | —                   | 2               | 2               | —             | —     | 5             | 3        |
| Karrier összes   | Karrier összes | 390           | 228       | 39            | 26            | 24                  | 10                  | 61              | 23              | 1             | 2     | 515           | 289      |

## Sikerei, díjai
Hapóél Tel-Aviv
- Izraeli bajnok (1): 2009–10
- Izraeli Kupa-győztes (2): 2009–10, 2010–11

Makkabi Tel-Aviv
- Izraeli bajnok (3): 2012–13, 2013–14, 2014–15
- Totó-kupa-győztes (1): 2014–15
- Izraeli Kupa-győztes (1): 2014–15

Egyéni elismerései
- Az év izraeli labdarúgója (2): 2013–14, 2014–15
- Az izraeli bajnokság gólkirálya (3): 2013–14, 2014–15, 2015–16
- Izraeli bajnokság, a legtöbb gólpassz egy szezonban (1): 2010–11
- A kínai Szuperliga gólkirálya (2): 2017, 2019
- Kínai Szuperliga, az év csapatának tagja (2): 2017, 2019
- A kínai Szuperliga legértékesebb játékosa (1): 2017[43]